# Tour de Pologne 2018
La 75e édition du Tour de Pologne a lieu du 4 au 10 août 2018. Elle fait partie du calendrier UCI World Tour 2018 en catégorie 2.UWT. Cette édition a été remportée par le Polonais Michał Kwiatkowski.
Vainqueur de la sixième étape et sixième du classement général final, l'Autrichien Georg Preidler est déclassé en raison de son implication dans l'opération Aderlass, une affaire de dopage sanguin.

## Équipes
En plus des équipes world tour, quatre équipes sont invitées à participer à ce Tour de Pologne; l'équipe nationale polonaise et trois équipes continentales professionnelles: Cofidis, CCC Sprandi Polkowice et Gazprom-RusVelo.
| WorldTeams (18)- BMC Racing Team - Team Sunweb - Lotto NL-Jumbo - UAE Team Emirates - AG2R La Mondiale - Sky - Bahrain-Merida - Astana - Katusha-Alpecin - Trek-Segafredo - EF Education First-Drapac p/b Cannondale - Mitchelton-Scott - Movistar Team - Lotto Soudal - Groupama-FDJ - Dimension Data - Bora-Hansgrohe - Quick-Step Floors Équipes continentales professionnelles (3)- Gazprom-RusVelo - Cofidis, Solutions Crédits - CCC Sprandi Polkowice Équipe nationale- Pologne |
| |

## Étapes
Ce Tour de Pologne est constitué de sept étapes représentant un parcours de 1 025 kilomètres.
| Étape     | Date    | Villes étapes                             | type                      | Distance (km) | Vainqueur d'étape  | Leader du classement général |
| --------- | ------- | ----------------------------------------- | ------------------------- | ------------- | ------------------ | ---------------------------- |
| 1re étape | 4 août  | Cracovie – Cracovie                       | étape de plaine           | 134           | Pascal Ackermann   | Pascal Ackermann             |
| 2e étape  | 5 août  | Tarnowskie Góry – Katowice                | étape vallonnée           | 144,3         | Pascal Ackermann   | Pascal Ackermann             |
| 3e étape  | 6 août  | stade de Silésie – Zabrze                 | étape vallonnée           | 139           | Álvaro Hodeg       | Álvaro Hodeg                 |
| 4e étape  | 7 août  | Jaworzno – Szczyrk                        | étape de montagne         | 179           | Michał Kwiatkowski | Michał Kwiatkowski           |
| 5e étape  | 8 août  | mines de sel de Wieliczka – Bielsko-Biała | étape de moyenne montagne | 152           | Michał Kwiatkowski | Michał Kwiatkowski           |
| 6e étape  | 9 août  | Zakopane – Bukowina Tatrzańska            | étape de montagne         | 129           | Georg Preidler     | Michał Kwiatkowski           |
| 7e étape  | 10 août | Bukowina Tatrzańska – Bukowina Tatrzańska | étape de montagne         | 136           | Simon Yates        | Michał Kwiatkowski           |

## Déroulement de la course

### 1reétape
| \| Classement de l'étape \| Classement de l'étape \| Classement de l'étape \| Classement de l'étape \| Classement de l'étape \| \| Coureur \| Coureur \| Pays \| Équipe \| Temps \| \| --------------------- \| --------------------- \| --------------------- \| --------------------- \| --------------------- \| \| 1er \| Pascal Ackermann \| Allemagne \| Bora-Hansgrohe \| 2 h 59 min 11 s \| \| 2e \| Álvaro Hodeg \| Colombie \| Quick-Step Floors \| + 0 s \| \| 3e \| Matteo Trentin \| Italie \| Mitchelton-Scott \| + 0 s \| \| 4e \| Giacomo Nizzolo \| Italie \| Trek-Segafredo \| + 0 s \| \| 5e \| Danny van Poppel \| Pays-Bas \| LottoNL-Jumbo \| + 0 s \| \| 6e \| Mike Teunissen \| Pays-Bas \| Team Sunweb \| + 0 s \| \| 7e \| Simone Consonni \| Italie \| UAE Team Emirates \| + 0 s \| \| 8e \| Clément Venturini \| France \| AG2R La Mondiale \| + 0 s \| \| 9e \| Maciej Paterski \| Pologne \| Pologne \| + 0 s \| \| 10e \| Paweł Franczak \| Pologne \| CCC Sprandi Polkowice \| + 0 s \| |                   |           |                       |                 |
| |                   |           |                       |                 |
| Source : ProCyclingStats |                   |           |                       |                 |
| Classement de l'étape |                   |           |                       |                 |
| Coureur | Coureur           | Pays      | Équipe                | Temps           |
| 1er | Pascal Ackermann  | Allemagne | Bora-Hansgrohe        | 2 h 59 min 11 s |
| 2e | Álvaro Hodeg      | Colombie  | Quick-Step Floors     | + 0 s           |
| 3e | Matteo Trentin    | Italie    | Mitchelton-Scott      | + 0 s           |
| 4e | Giacomo Nizzolo   | Italie    | Trek-Segafredo        | + 0 s           |
| 5e | Danny van Poppel  | Pays-Bas  | LottoNL-Jumbo         | + 0 s           |
| 6e | Mike Teunissen    | Pays-Bas  | Team Sunweb           | + 0 s           |
| 7e | Simone Consonni   | Italie    | UAE Team Emirates     | + 0 s           |
| 8e | Clément Venturini | France    | AG2R La Mondiale      | + 0 s           |
| 9e | Maciej Paterski   | Pologne   | Pologne               | + 0 s           |
| 10e | Paweł Franczak    | Pologne   | CCC Sprandi Polkowice | + 0 s           |

| \| Classement général \| Classement général \| Classement général \| Classement général \| Classement général \| \| Coureur \| Coureur \| Pays \| Équipe \| Temps \| \| ------------------ \| -------------------- \| ------------------ \| -------------------------- \| ------------------ \| \| 1er \| Pascal Ackermann \| Allemagne \| Bora-Hansgrohe \| 2 h 59 min 01 s \| \| 2e \| Álvaro Hodeg \| Colombie \| Quick-Step Floors \| + 4 s \| \| 3e \| Matteo Trentin \| Italie \| Mitchelton-Scott \| + 6 s \| \| 4e \| Alessandro De Marchi \| Italie \| BMC Racing Team \| + 7 s \| \| 5e \| Michał Paluta \| Pologne \| CCC Sprandi Polkowice \| + 8 s \| \| 6e \| Stéphane Rossetto \| France \| Cofidis, Solutions Crédits \| + 9 s \| \| 7e \| Giacomo Nizzolo \| Italie \| Trek-Segafredo \| + 10 s \| \| 8e \| Danny van Poppel \| Pays-Bas \| LottoNL-Jumbo \| + 10 s \| \| 9e \| Mike Teunissen \| Pays-Bas \| Team Sunweb \| + 10 s \| \| 10e \| Simone Consonni \| Italie \| UAE Team Emirates \| + 10 s \| |                      |           |                            |                 |
| |                      |           |                            |                 |
| Source : ProCyclingStats |                      |           |                            |                 |
| Classement général |                      |           |                            |                 |
| Coureur | Coureur              | Pays      | Équipe                     | Temps           |
| 1er | Pascal Ackermann     | Allemagne | Bora-Hansgrohe             | 2 h 59 min 01 s |
| 2e | Álvaro Hodeg         | Colombie  | Quick-Step Floors          | + 4 s           |
| 3e | Matteo Trentin       | Italie    | Mitchelton-Scott           | + 6 s           |
| 4e | Alessandro De Marchi | Italie    | BMC Racing Team            | + 7 s           |
| 5e | Michał Paluta        | Pologne   | CCC Sprandi Polkowice      | + 8 s           |
| 6e | Stéphane Rossetto    | France    | Cofidis, Solutions Crédits | + 9 s           |
| 7e | Giacomo Nizzolo      | Italie    | Trek-Segafredo             | + 10 s          |
| 8e | Danny van Poppel     | Pays-Bas  | LottoNL-Jumbo              | + 10 s          |
| 9e | Mike Teunissen       | Pays-Bas  | Team Sunweb                | + 10 s          |
| 10e | Simone Consonni      | Italie    | UAE Team Emirates          | + 10 s          |

### 2eétape
| \| Classement de l'étape \| Classement de l'étape \| Classement de l'étape \| Classement de l'étape \| Classement de l'étape \| \| Coureur \| Coureur \| Pays \| Équipe \| Temps \| \| --------------------- \| --------------------- \| --------------------- \| --------------------- \| --------------------- \| \| 1er \| Pascal Ackermann \| Allemagne \| Bora-Hansgrohe \| 3 h 16 min 39 s \| \| 2e \| Álvaro Hodeg \| Colombie \| Quick-Step Floors \| + 0 s \| \| 3e \| Giacomo Nizzolo \| Italie \| Trek-Segafredo \| + 0 s \| \| 4e \| Luka Mezgec \| Slovénie \| Mitchelton-Scott \| + 0 s \| \| 5e \| Simone Consonni \| Italie \| UAE Team Emirates \| + 0 s \| \| 6e \| Niccolò Bonifazio \| Italie \| Bahrain-Merida \| + 0 s \| \| 7e \| Marc Sarreau \| France \| Groupama-FDJ \| + 0 s \| \| 8e \| Mike Teunissen \| Pays-Bas \| Team Sunweb \| + 0 s \| \| 9e \| Clément Venturini \| France \| AG2R La Mondiale \| + 0 s \| \| 10e \| Kamil Zieliński \| Pologne \| Pologne \| + 0 s \| |                   |           |                   |                 |
| |                   |           |                   |                 |
| Source : ProCyclingStats |                   |           |                   |                 |
| Classement de l'étape |                   |           |                   |                 |
| Coureur | Coureur           | Pays      | Équipe            | Temps           |
| 1er | Pascal Ackermann  | Allemagne | Bora-Hansgrohe    | 3 h 16 min 39 s |
| 2e | Álvaro Hodeg      | Colombie  | Quick-Step Floors | + 0 s           |
| 3e | Giacomo Nizzolo   | Italie    | Trek-Segafredo    | + 0 s           |
| 4e | Luka Mezgec       | Slovénie  | Mitchelton-Scott  | + 0 s           |
| 5e | Simone Consonni   | Italie    | UAE Team Emirates | + 0 s           |
| 6e | Niccolò Bonifazio | Italie    | Bahrain-Merida    | + 0 s           |
| 7e | Marc Sarreau      | France    | Groupama-FDJ      | + 0 s           |
| 8e | Mike Teunissen    | Pays-Bas  | Team Sunweb       | + 0 s           |
| 9e | Clément Venturini | France    | AG2R La Mondiale  | + 0 s           |
| 10e | Kamil Zieliński   | Pologne   | Pologne           | + 0 s           |

| \| Classement général \| Classement général \| Classement général \| Classement général \| Classement général \| \| Coureur \| Coureur \| Pays \| Équipe \| Temps \| \| ------------------ \| -------------------- \| ------------------ \| -------------------------- \| ------------------ \| \| 1er \| Pascal Ackermann \| Allemagne \| Bora-Hansgrohe \| 6 h 15 min 30 s \| \| 2e \| Álvaro Hodeg \| Colombie \| Quick-Step Floors \| + 8 s \| \| 3e \| Jenthe Biermans \| Belgique \| Katusha-Alpecin \| + 11 s \| \| 4e \| Giacomo Nizzolo \| Italie \| Trek-Segafredo \| + 16 s \| \| 5e \| Matteo Trentin \| Italie \| Mitchelton-Scott \| + 16 s \| \| 6e \| Jan Bakelants \| Belgique \| AG2R La Mondiale \| + 16 s \| \| 7e \| Alessandro De Marchi \| Italie \| BMC Racing Team \| + 17 s \| \| 8e \| Michał Paluta \| Pologne \| CCC Sprandi Polkowice \| + 18 s \| \| 9e \| Stéphane Rossetto \| France \| Cofidis, Solutions Crédits \| + 19 s \| \| 10e \| Simone Consonni \| Italie \| UAE Team Emirates \| + 20 s \| |                      |           |                            |                 |
| |                      |           |                            |                 |
| Source : ProCyclingStats |                      |           |                            |                 |
| Classement général |                      |           |                            |                 |
| Coureur | Coureur              | Pays      | Équipe                     | Temps           |
| 1er | Pascal Ackermann     | Allemagne | Bora-Hansgrohe             | 6 h 15 min 30 s |
| 2e | Álvaro Hodeg         | Colombie  | Quick-Step Floors          | + 8 s           |
| 3e | Jenthe Biermans      | Belgique  | Katusha-Alpecin            | + 11 s          |
| 4e | Giacomo Nizzolo      | Italie    | Trek-Segafredo             | + 16 s          |
| 5e | Matteo Trentin       | Italie    | Mitchelton-Scott           | + 16 s          |
| 6e | Jan Bakelants        | Belgique  | AG2R La Mondiale           | + 16 s          |
| 7e | Alessandro De Marchi | Italie    | BMC Racing Team            | + 17 s          |
| 8e | Michał Paluta        | Pologne   | CCC Sprandi Polkowice      | + 18 s          |
| 9e | Stéphane Rossetto    | France    | Cofidis, Solutions Crédits | + 19 s          |
| 10e | Simone Consonni      | Italie    | UAE Team Emirates          | + 20 s          |

### 3eétape
| \| Classement de l'étape \| Classement de l'étape \| Classement de l'étape \| Classement de l'étape \| Classement de l'étape \| \| Coureur \| Coureur \| Pays \| Équipe \| Temps \| \| --------------------- \| --------------------- \| --------------------- \| ------------------------- \| --------------------- \| \| 1er \| Álvaro Hodeg \| Colombie \| Quick-Step Floors \| 3 h 09 min 59 s \| \| 2e \| Daniel McLay \| Royaume-Uni \| EF Education First-Drapac \| + 0 s \| \| 3e \| André Greipel \| Allemagne \| Lotto-Soudal \| + 0 s \| \| 4e \| Sacha Modolo \| Italie \| EF Education First-Drapac \| + 0 s \| \| 5e \| Matteo Trentin \| Italie \| Mitchelton-Scott \| + 0 s \| \| 6e \| Giacomo Nizzolo \| Italie \| Trek-Segafredo \| + 0 s \| \| 7e \| Michael Mørkøv \| Danemark \| Quick-Step Floors \| + 0 s \| \| 8e \| Marc Sarreau \| France \| Groupama-FDJ \| + 0 s \| \| 9e \| Jürgen Roelandts \| Belgique \| BMC Racing Team \| + 0 s \| \| 10e \| Mike Teunissen \| Pays-Bas \| Team Sunweb \| + 0 s \| |                  |             |                           |                 |
| |                  |             |                           |                 |
| Source : ProCyclingStats |                  |             |                           |                 |
| Classement de l'étape |                  |             |                           |                 |
| Coureur | Coureur          | Pays        | Équipe                    | Temps           |
| 1er | Álvaro Hodeg     | Colombie    | Quick-Step Floors         | 3 h 09 min 59 s |
| 2e | Daniel McLay     | Royaume-Uni | EF Education First-Drapac | + 0 s           |
| 3e | André Greipel    | Allemagne   | Lotto-Soudal              | + 0 s           |
| 4e | Sacha Modolo     | Italie      | EF Education First-Drapac | + 0 s           |
| 5e | Matteo Trentin   | Italie      | Mitchelton-Scott          | + 0 s           |
| 6e | Giacomo Nizzolo  | Italie      | Trek-Segafredo            | + 0 s           |
| 7e | Michael Mørkøv   | Danemark    | Quick-Step Floors         | + 0 s           |
| 8e | Marc Sarreau     | France      | Groupama-FDJ              | + 0 s           |
| 9e | Jürgen Roelandts | Belgique    | BMC Racing Team           | + 0 s           |
| 10e | Mike Teunissen   | Pays-Bas    | Team Sunweb               | + 0 s           |

| \| Classement général \| Classement général \| Classement général \| Classement général \| Classement général \| \| Coureur \| Coureur \| Pays \| Équipe \| Temps \| \| ------------------ \| -------------------- \| ------------------ \| -------------------------- \| ------------------ \| \| 1er \| Álvaro Hodeg \| Colombie \| Quick-Step Floors \| 9 h 25 min 27 s \| \| 2e \| Pascal Ackermann \| Allemagne \| Bora-Hansgrohe \| + 2 s \| \| 3e \| Jenthe Biermans \| Belgique \| Katusha-Alpecin \| + 5 s \| \| 4e \| André Greipel \| Allemagne \| Lotto-Soudal \| + 15 s \| \| 5e \| Michał Paluta \| Pologne \| CCC Sprandi Polkowice \| + 16 s \| \| 6e \| Giacomo Nizzolo \| Italie \| Trek-Segafredo \| + 18 s \| \| 7e \| Matteo Trentin \| Italie \| Mitchelton-Scott \| + 18 s \| \| 8e \| Jan Bakelants \| Belgique \| AG2R La Mondiale \| + 18 s \| \| 9e \| Alessandro De Marchi \| Italie \| BMC Racing Team \| + 19 s \| \| 10e \| Mathias Le Turnier \| France \| Cofidis, Solutions Crédits \| + 20 s \| |                      |           |                            |                 |
| |                      |           |                            |                 |
| Source : ProCyclingStats |                      |           |                            |                 |
| Classement général |                      |           |                            |                 |
| Coureur | Coureur              | Pays      | Équipe                     | Temps           |
| 1er | Álvaro Hodeg         | Colombie  | Quick-Step Floors          | 9 h 25 min 27 s |
| 2e | Pascal Ackermann     | Allemagne | Bora-Hansgrohe             | + 2 s           |
| 3e | Jenthe Biermans      | Belgique  | Katusha-Alpecin            | + 5 s           |
| 4e | André Greipel        | Allemagne | Lotto-Soudal               | + 15 s          |
| 5e | Michał Paluta        | Pologne   | CCC Sprandi Polkowice      | + 16 s          |
| 6e | Giacomo Nizzolo      | Italie    | Trek-Segafredo             | + 18 s          |
| 7e | Matteo Trentin       | Italie    | Mitchelton-Scott           | + 18 s          |
| 8e | Jan Bakelants        | Belgique  | AG2R La Mondiale           | + 18 s          |
| 9e | Alessandro De Marchi | Italie    | BMC Racing Team            | + 19 s          |
| 10e | Mathias Le Turnier   | France    | Cofidis, Solutions Crédits | + 20 s          |

### 4eétape
| \| Classement de l'étape \| Classement de l'étape \| Classement de l'étape \| Classement de l'étape \| Classement de l'étape \| \| Coureur \| Coureur \| Pays \| Équipe \| Temps \| \| --------------------- \| --------------------- \| --------------------- \| ------------------------- \| --------------------- \| \| 1er \| Michał Kwiatkowski \| Pologne \| Team Sky \| 4 h 25 min 44 s \| \| 2e \| Dylan Teuns \| Belgique \| BMC Racing Team \| + 3 s \| \| 3e \| George Bennett \| Nouvelle-Zélande \| LottoNL-Jumbo \| + 3 s \| \| 4e \| Sergey Chernetskiy \| Russie \| Astana \| + 3 s \| \| 5e \| Daniel Moreno \| Espagne \| EF Education First-Drapac \| + 3 s \| \| 6e \| Thibaut Pinot \| France \| Groupama-FDJ \| + 3 s \| \| 7e \| Sam Oomen \| Pays-Bas \| Team Sunweb \| + 6 s \| \| 8e \| Enrico Gasparotto \| Italie \| Bahrain-Merida \| + 6 s \| \| 9e \| Sergio Henao \| Colombie \| Team Sky \| + 6 s \| \| 10e \| Davide Formolo \| Italie \| Bora-Hansgrohe \| + 6 s \| |                    |                  |                           |                 |
| |                    |                  |                           |                 |
| Source : ProCyclingStats |                    |                  |                           |                 |
| Classement de l'étape |                    |                  |                           |                 |
| Coureur | Coureur            | Pays             | Équipe                    | Temps           |
| 1er | Michał Kwiatkowski | Pologne          | Team Sky                  | 4 h 25 min 44 s |
| 2e | Dylan Teuns        | Belgique         | BMC Racing Team           | + 3 s           |
| 3e | George Bennett     | Nouvelle-Zélande | LottoNL-Jumbo             | + 3 s           |
| 4e | Sergey Chernetskiy | Russie           | Astana                    | + 3 s           |
| 5e | Daniel Moreno      | Espagne          | EF Education First-Drapac | + 3 s           |
| 6e | Thibaut Pinot      | France           | Groupama-FDJ              | + 3 s           |
| 7e | Sam Oomen          | Pays-Bas         | Team Sunweb               | + 6 s           |
| 8e | Enrico Gasparotto  | Italie           | Bahrain-Merida            | + 6 s           |
| 9e | Sergio Henao       | Colombie         | Team Sky                  | + 6 s           |
| 10e | Davide Formolo     | Italie           | Bora-Hansgrohe            | + 6 s           |

| \| Classement général \| Classement général \| Classement général \| Classement général \| Classement général \| \| Coureur \| Coureur \| Pays \| Équipe \| Temps \| \| ------------------ \| ------------------ \| ------------------ \| ------------------------- \| ------------------ \| \| 1er \| Michał Kwiatkowski \| Pologne \| Team Sky \| 13 h 51 min 22 s \| \| 2e \| Dylan Teuns \| Belgique \| BMC Racing Team \| + 8 s \| \| 3e \| George Bennett \| Nouvelle-Zélande \| LottoNL-Jumbo \| + 10 s \| \| 4e \| Sergey Chernetskiy \| Russie \| Astana \| + 14 s \| \| 5e \| Thibaut Pinot \| France \| Groupama-FDJ \| + 14 s \| \| 6e \| Daniel Moreno \| Espagne \| EF Education First-Drapac \| + 14 s \| \| 7e \| Sam Oomen \| Pays-Bas \| Team Sunweb \| + 17 s \| \| 8e \| Enrico Gasparotto \| Italie \| Bahrain-Merida \| + 17 s \| \| 9e \| Emanuel Buchmann \| Allemagne \| Bora-Hansgrohe \| + 17 s \| \| 10e \| Fabio Aru \| Italie \| UAE Team Emirates \| + 17 s \| |                    |                  |                           |                  |
| |                    |                  |                           |                  |
| Source : ProCyclingStats |                    |                  |                           |                  |
| Classement général |                    |                  |                           |                  |
| Coureur | Coureur            | Pays             | Équipe                    | Temps            |
| 1er | Michał Kwiatkowski | Pologne          | Team Sky                  | 13 h 51 min 22 s |
| 2e | Dylan Teuns        | Belgique         | BMC Racing Team           | + 8 s            |
| 3e | George Bennett     | Nouvelle-Zélande | LottoNL-Jumbo             | + 10 s           |
| 4e | Sergey Chernetskiy | Russie           | Astana                    | + 14 s           |
| 5e | Thibaut Pinot      | France           | Groupama-FDJ              | + 14 s           |
| 6e | Daniel Moreno      | Espagne          | EF Education First-Drapac | + 14 s           |
| 7e | Sam Oomen          | Pays-Bas         | Team Sunweb               | + 17 s           |
| 8e | Enrico Gasparotto  | Italie           | Bahrain-Merida            | + 17 s           |
| 9e | Emanuel Buchmann   | Allemagne        | Bora-Hansgrohe            | + 17 s           |
| 10e | Fabio Aru          | Italie           | UAE Team Emirates         | + 17 s           |

### 5eétape
| \| Classement de l'étape \| Classement de l'étape \| Classement de l'étape \| Classement de l'étape \| Classement de l'étape \| \| Coureur \| Coureur \| Pays \| Équipe \| Temps \| \| --------------------- \| --------------------- \| --------------------- \| --------------------- \| --------------------- \| \| 1er \| Michał Kwiatkowski \| Pologne \| Team Sky \| 3 h 39 min 14 s \| \| 2e \| Dylan Teuns \| Belgique \| BMC Racing Team \| + 0 s \| \| 3e \| Enrico Battaglin \| Italie \| LottoNL-Jumbo \| + 0 s \| \| 4e \| Pascal Ackermann \| Allemagne \| Bora-Hansgrohe \| + 0 s \| \| 5e \| Enrico Gasparotto \| Italie \| Bahrain-Merida \| + 0 s \| \| 6e \| Simon Yates \| Royaume-Uni \| Mitchelton-Scott \| + 0 s \| \| 7e \| Simone Consonni \| Italie \| UAE Team Emirates \| + 0 s \| \| 8e \| Giacomo Nizzolo \| Italie \| Trek-Segafredo \| + 0 s \| \| 9e \| Edvald Boasson Hagen \| Norvège \| Dimension Data \| + 0 s \| \| 10e \| Jan Bakelants \| Belgique \| AG2R La Mondiale \| + 0 s \| |                      |             |                   |                 |
| |                      |             |                   |                 |
| Source : ProCyclingStats |                      |             |                   |                 |
| Classement de l'étape |                      |             |                   |                 |
| Coureur | Coureur              | Pays        | Équipe            | Temps           |
| 1er | Michał Kwiatkowski   | Pologne     | Team Sky          | 3 h 39 min 14 s |
| 2e | Dylan Teuns          | Belgique    | BMC Racing Team   | + 0 s           |
| 3e | Enrico Battaglin     | Italie      | LottoNL-Jumbo     | + 0 s           |
| 4e | Pascal Ackermann     | Allemagne   | Bora-Hansgrohe    | + 0 s           |
| 5e | Enrico Gasparotto    | Italie      | Bahrain-Merida    | + 0 s           |
| 6e | Simon Yates          | Royaume-Uni | Mitchelton-Scott  | + 0 s           |
| 7e | Simone Consonni      | Italie      | UAE Team Emirates | + 0 s           |
| 8e | Giacomo Nizzolo      | Italie      | Trek-Segafredo    | + 0 s           |
| 9e | Edvald Boasson Hagen | Norvège     | Dimension Data    | + 0 s           |
| 10e | Jan Bakelants        | Belgique    | AG2R La Mondiale  | + 0 s           |

| \| Classement général \| Classement général \| Classement général \| Classement général \| Classement général \| \| Coureur \| Coureur \| Pays \| Équipe \| Temps \| \| ------------------ \| ------------------ \| ------------------ \| ------------------------- \| ------------------ \| \| 1er \| Michał Kwiatkowski \| Pologne \| Team Sky \| 17 h 30 min 26 s \| \| 2e \| Dylan Teuns \| Belgique \| BMC Racing Team \| + 12 s \| \| 3e \| George Bennett \| Nouvelle-Zélande \| LottoNL-Jumbo \| + 20 s \| \| 4e \| Sergey Chernetskiy \| Russie \| Astana \| + 24 s \| \| 5e \| Thibaut Pinot \| France \| Groupama-FDJ \| + 24 s \| \| 6e \| Daniel Moreno \| Espagne \| EF Education First-Drapac \| + 24 s \| \| 7e \| Sam Oomen \| Pays-Bas \| Team Sunweb \| + 27 s \| \| 8e \| Enrico Gasparotto \| Italie \| Bahrain-Merida \| + 27 s \| \| 9e \| Emanuel Buchmann \| Allemagne \| Bora-Hansgrohe \| + 27 s \| \| 10e \| Fabio Aru \| Italie \| UAE Team Emirates \| + 27 s \| |                    |                  |                           |                  |
| |                    |                  |                           |                  |
| Source : ProCyclingStats |                    |                  |                           |                  |
| Classement général |                    |                  |                           |                  |
| Coureur | Coureur            | Pays             | Équipe                    | Temps            |
| 1er | Michał Kwiatkowski | Pologne          | Team Sky                  | 17 h 30 min 26 s |
| 2e | Dylan Teuns        | Belgique         | BMC Racing Team           | + 12 s           |
| 3e | George Bennett     | Nouvelle-Zélande | LottoNL-Jumbo             | + 20 s           |
| 4e | Sergey Chernetskiy | Russie           | Astana                    | + 24 s           |
| 5e | Thibaut Pinot      | France           | Groupama-FDJ              | + 24 s           |
| 6e | Daniel Moreno      | Espagne          | EF Education First-Drapac | + 24 s           |
| 7e | Sam Oomen          | Pays-Bas         | Team Sunweb               | + 27 s           |
| 8e | Enrico Gasparotto  | Italie           | Bahrain-Merida            | + 27 s           |
| 9e | Emanuel Buchmann   | Allemagne        | Bora-Hansgrohe            | + 27 s           |
| 10e | Fabio Aru          | Italie           | UAE Team Emirates         | + 27 s           |

### 6eétape
| \| Classement de l'étape \| Classement de l'étape \| Classement de l'étape \| Classement de l'étape \| Classement de l'étape \| \| Coureur \| Coureur \| Pays \| Équipe \| Temps \| \| --------------------- \| --------------------- \| --------------------- \| --------------------- \| --------------------- \| \| 1er \| Georg Preidler \| Autriche \| Groupama-FDJ \| DQ \| \| 2e \| Emanuel Buchmann \| Allemagne \| Bora-Hansgrohe \| + 0 s \| \| 3e \| Michał Kwiatkowski \| Pologne \| Team Sky \| + 0 s \| \| 4e \| Simon Yates \| Royaume-Uni \| Mitchelton-Scott \| + 0 s \| \| 5e \| Dylan Teuns \| Belgique \| BMC Racing Team \| + 0 s \| \| 6e \| Sergey Chernetskiy \| Russie \| Astana \| + 0 s \| \| 7e \| George Bennett \| Nouvelle-Zélande \| LottoNL-Jumbo \| + 0 s \| \| 8e \| Laurens De Plus \| Belgique \| Quick-Step Floors \| + 0 s \| \| 9e \| Thibaut Pinot \| France \| Groupama-FDJ \| + 0 s \| \| 10e \| Richard Carapaz \| Équateur \| Movistar Team \| + 4 s \| |                    |                  |                   |       |
| |                    |                  |                   |       |
| Source : ProCyclingStats |                    |                  |                   |       |
| Classement de l'étape |                    |                  |                   |       |
| Coureur | Coureur            | Pays             | Équipe            | Temps |
| 1er | Georg Preidler     | Autriche         | Groupama-FDJ      | DQ    |
| 2e | Emanuel Buchmann   | Allemagne        | Bora-Hansgrohe    | + 0 s |
| 3e | Michał Kwiatkowski | Pologne          | Team Sky          | + 0 s |
| 4e | Simon Yates        | Royaume-Uni      | Mitchelton-Scott  | + 0 s |
| 5e | Dylan Teuns        | Belgique         | BMC Racing Team   | + 0 s |
| 6e | Sergey Chernetskiy | Russie           | Astana            | + 0 s |
| 7e | George Bennett     | Nouvelle-Zélande | LottoNL-Jumbo     | + 0 s |
| 8e | Laurens De Plus    | Belgique         | Quick-Step Floors | + 0 s |
| 9e | Thibaut Pinot      | France           | Groupama-FDJ      | + 0 s |
| 10e | Richard Carapaz    | Équateur         | Movistar Team     | + 4 s |

| \| Classement général \| Classement général \| Classement général \| Classement général \| Classement général \| \| Coureur \| Coureur \| Pays \| Équipe \| Temps \| \| ------------------ \| ------------------ \| ------------------ \| ------------------ \| ------------------ \| \| 1er \| Michał Kwiatkowski \| Pologne \| Team Sky \| 20 h 46 min 23 s \| \| 2e \| Dylan Teuns \| Belgique \| BMC Racing Team \| + 16 s \| \| 3e \| George Bennett \| Nouvelle-Zélande \| LottoNL-Jumbo \| + 24 s \| \| 4e \| Emanuel Buchmann \| Allemagne \| Bora-Hansgrohe \| + 25 s \| \| 5e \| Sergey Chernetskiy \| Russie \| Astana \| + 28 s \| \| 6e \| Thibaut Pinot \| France \| Groupama-FDJ \| + 28 s \| \| 7e \| Georg Preidler \| Autriche \| Groupama-FDJ \| DQ \| \| 8e \| Laurens De Plus \| Belgique \| Quick-Step Floors \| + 31 s \| \| 9e \| Simon Yates \| Royaume-Uni \| Mitchelton-Scott \| + 39 s \| \| 10e \| Sam Oomen \| Pays-Bas \| Team Sunweb \| + 42 s \| |                    |                  |                   |                  |
| |                    |                  |                   |                  |
| Source : ProCyclingStats |                    |                  |                   |                  |
| Classement général |                    |                  |                   |                  |
| Coureur | Coureur            | Pays             | Équipe            | Temps            |
| 1er | Michał Kwiatkowski | Pologne          | Team Sky          | 20 h 46 min 23 s |
| 2e | Dylan Teuns        | Belgique         | BMC Racing Team   | + 16 s           |
| 3e | George Bennett     | Nouvelle-Zélande | LottoNL-Jumbo     | + 24 s           |
| 4e | Emanuel Buchmann   | Allemagne        | Bora-Hansgrohe    | + 25 s           |
| 5e | Sergey Chernetskiy | Russie           | Astana            | + 28 s           |
| 6e | Thibaut Pinot      | France           | Groupama-FDJ      | + 28 s           |
| 7e | Georg Preidler     | Autriche         | Groupama-FDJ      | DQ               |
| 8e | Laurens De Plus    | Belgique         | Quick-Step Floors | + 31 s           |
| 9e | Simon Yates        | Royaume-Uni      | Mitchelton-Scott  | + 39 s           |
| 10e | Sam Oomen          | Pays-Bas         | Team Sunweb       | + 42 s           |

### 7eétape
| \| Classement de l'étape \| Classement de l'étape \| Classement de l'étape \| Classement de l'étape \| Classement de l'étape \| \| Coureur \| Coureur \| Pays \| Équipe \| Temps \| \| --------------------- \| --------------------- \| --------------------- \| --------------------- \| --------------------- \| \| 1er \| Simon Yates \| Royaume-Uni \| Mitchelton-Scott \| 3 h 37 min 17 s \| \| 2e \| Thibaut Pinot \| France \| Groupama-FDJ \| + 12 s \| \| 3e \| Davide Formolo \| Italie \| Bora-Hansgrohe \| + 12 s \| \| 4e \| Sam Oomen \| Pays-Bas \| Team Sunweb \| + 14 s \| \| 5e \| George Bennett \| Nouvelle-Zélande \| LottoNL-Jumbo \| + 14 s \| \| 6e \| Michał Kwiatkowski \| Pologne \| Team Sky \| + 14 s \| \| 7e \| Enrico Gasparotto \| Italie \| Bahrain-Merida \| + 14 s \| \| 8e \| Richard Carapaz \| Équateur \| Movistar Team \| + 16 s \| \| 9e \| Georg Preidler \| Autriche \| Groupama-FDJ \| DQ \| \| 10e \| Fabio Aru \| Italie \| UAE Team Emirates \| + 16 s \| |                    |                  |                   |                 |
| |                    |                  |                   |                 |
| Source : ProCyclingStats |                    |                  |                   |                 |
| Classement de l'étape |                    |                  |                   |                 |
| Coureur | Coureur            | Pays             | Équipe            | Temps           |
| 1er | Simon Yates        | Royaume-Uni      | Mitchelton-Scott  | 3 h 37 min 17 s |
| 2e | Thibaut Pinot      | France           | Groupama-FDJ      | + 12 s          |
| 3e | Davide Formolo     | Italie           | Bora-Hansgrohe    | + 12 s          |
| 4e | Sam Oomen          | Pays-Bas         | Team Sunweb       | + 14 s          |
| 5e | George Bennett     | Nouvelle-Zélande | LottoNL-Jumbo     | + 14 s          |
| 6e | Michał Kwiatkowski | Pologne          | Team Sky          | + 14 s          |
| 7e | Enrico Gasparotto  | Italie           | Bahrain-Merida    | + 14 s          |
| 8e | Richard Carapaz    | Équateur         | Movistar Team     | + 16 s          |
| 9e | Georg Preidler     | Autriche         | Groupama-FDJ      | DQ              |
| 10e | Fabio Aru          | Italie           | UAE Team Emirates | + 16 s          |

## Classements finals

### Classement général final
| \| Classement général \| Classement général \| Classement général \| Classement général \| Classement général \| \| Coureur \| Coureur \| Pays \| Équipe \| Temps \| \| ------------------ \| ------------------ \| ------------------ \| ------------------ \| ------------------ \| \| 1er \| Michał Kwiatkowski \| Pologne \| Team Sky \| 24 h 23 min 53 s \| \| 2e \| Simon Yates \| Royaume-Uni \| Mitchelton-Scott \| + 15 s \| \| 3e \| Thibaut Pinot \| France \| Groupama-FDJ \| + 20 s \| \| 4e \| George Bennett \| Nouvelle-Zélande \| LottoNL-Jumbo \| + 24 s \| \| 5e \| Dylan Teuns \| Belgique \| BMC Racing Team \| + 27 s \| \| 6e \| Georg Preidler \| Autriche \| Groupama-FDJ \| DQ \| \| 7e \| Emanuel Buchmann \| Allemagne \| Bora-Hansgrohe \| + 32 s \| \| 8e \| Davide Formolo \| Italie \| Bora-Hansgrohe \| + 40 s \| \| 9e \| Sam Oomen \| Pays-Bas \| Team Sunweb \| + 42 s \| \| 10e \| Fabio Aru \| Italie \| UAE Team Emirates \| + 44 s \| |                    |                  |                   |                  |
| |                    |                  |                   |                  |
| Source : ProCyclingStats |                    |                  |                   |                  |
| Classement général |                    |                  |                   |                  |
| Coureur | Coureur            | Pays             | Équipe            | Temps            |
| 1er | Michał Kwiatkowski | Pologne          | Team Sky          | 24 h 23 min 53 s |
| 2e | Simon Yates        | Royaume-Uni      | Mitchelton-Scott  | + 15 s           |
| 3e | Thibaut Pinot      | France           | Groupama-FDJ      | + 20 s           |
| 4e | George Bennett     | Nouvelle-Zélande | LottoNL-Jumbo     | + 24 s           |
| 5e | Dylan Teuns        | Belgique         | BMC Racing Team   | + 27 s           |
| 6e | Georg Preidler     | Autriche         | Groupama-FDJ      | DQ               |
| 7e | Emanuel Buchmann   | Allemagne        | Bora-Hansgrohe    | + 32 s           |
| 8e | Davide Formolo     | Italie           | Bora-Hansgrohe    | + 40 s           |
| 9e | Sam Oomen          | Pays-Bas         | Team Sunweb       | + 42 s           |
| 10e | Fabio Aru          | Italie           | UAE Team Emirates | + 44 s           |

### Classements annexes finals
| Classement par points | Classement par points | Classement par points | Classement par points | Classement par points |
| Coureur               | Coureur               | Pays                  | Équipe                | Points                |
| --------------------- | --------------------- | --------------------- | --------------------- | --------------------- |
| 1er                   | Michał Kwiatkowski    | Pologne               | Team Sky              | 73 pts                |
| 2e                    | Pascal Ackermann      | Allemagne             | Bora-Hansgrohe        | 66 pts                |
| 3e                    | Dylan Teuns           | Belgique              | BMC Racing Team       | 63 pts                |
| 4e                    | Simon Yates           | Royaume-Uni           | Mitchelton-Scott      | 59 pts                |
| 5e                    | George Bennett        | Nouvelle-Zélande      | LottoNL-Jumbo         | 56 pts                |
| 6e                    | Simone Consonni       | Italie                | UAE Team Emirates     | 52 pts                |
| 7e                    | Enrico Gasparotto     | Italie                | Bahrain-Merida        | 49 pts                |
| 8e                    | Thibaut Pinot         | France                | Groupama-FDJ          | 47 pts                |
| 9e                    | Sam Oomen             | Pays-Bas              | Team Sunweb           | 46 pts                |
| 10e                   | Georg Preidler        | Autriche              | Groupama-FDJ          | DQ                    |

| Classement par points | Classement par points | Classement par points | Classement par points | Classement par points |
| Coureur               | Coureur               | Pays                  | Équipe                | Points                |
| --------------------- | --------------------- | --------------------- | --------------------- | --------------------- |
| 1er                   | Michał Kwiatkowski    | Pologne               | Team Sky              | 73 pts                |
| 2e                    | Pascal Ackermann      | Allemagne             | Bora-Hansgrohe        | 66 pts                |
| 3e                    | Dylan Teuns           | Belgique              | BMC Racing Team       | 63 pts                |
| 4e                    | Simon Yates           | Royaume-Uni           | Mitchelton-Scott      | 59 pts                |
| 5e                    | George Bennett        | Nouvelle-Zélande      | LottoNL-Jumbo         | 56 pts                |
| 6e                    | Simone Consonni       | Italie                | UAE Team Emirates     | 52 pts                |
| 7e                    | Enrico Gasparotto     | Italie                | Bahrain-Merida        | 49 pts                |
| 8e                    | Thibaut Pinot         | France                | Groupama-FDJ          | 47 pts                |
| 9e                    | Sam Oomen             | Pays-Bas              | Team Sunweb           | 46 pts                |
| 10e                   | Georg Preidler        | Autriche              | Groupama-FDJ          | DQ                    |

| Classement de la montagne | Classement de la montagne | Classement de la montagne | Classement de la montagne  | Classement de la montagne |
| Coureur                   | Coureur                   | Pays                      | Équipe                     | Points                    |
| ------------------------- | ------------------------- | ------------------------- | -------------------------- | ------------------------- |
| 1er                       | Patrick Konrad            | Autriche                  | Bora-Hansgrohe             | 74 pts                    |
| 2e                        | Łukasz Owsian             | Pologne                   | CCC Sprandi Polkowice      | 57 pts                    |
| 3e                        | Jan Tratnik               | Slovénie                  | CCC Sprandi Polkowice      | 50 pts                    |
| 4e                        | Alexey Lutsenko           | Kazakhstan                | Astana                     | 22 pts                    |
| 5e                        | George Bennett            | Nouvelle-Zélande          | LottoNL-Jumbo              | 20 pts                    |
| 6e                        | Michał Kwiatkowski        | Pologne                   | Team Sky                   | 18 pts                    |
| 7e                        | Sergio Henao              | Colombie                  | Team Sky                   | 18 pts                    |
| 8e                        | Rui Costa                 | Portugal                  | UAE Team Emirates          | 17 pts                    |
| 9e                        | Jhonatan Restrepo         | Colombie                  | Katusha-Alpecin            | 17 pts                    |
| 10e                       | José Herrada              | Espagne                   | Cofidis, Solutions Crédits | 15 pts                    |

| Classement de la montagne | Classement de la montagne | Classement de la montagne | Classement de la montagne  | Classement de la montagne |
| Coureur                   | Coureur                   | Pays                      | Équipe                     | Points                    |
| ------------------------- | ------------------------- | ------------------------- | -------------------------- | ------------------------- |
| 1er                       | Patrick Konrad            | Autriche                  | Bora-Hansgrohe             | 74 pts                    |
| 2e                        | Łukasz Owsian             | Pologne                   | CCC Sprandi Polkowice      | 57 pts                    |
| 3e                        | Jan Tratnik               | Slovénie                  | CCC Sprandi Polkowice      | 50 pts                    |
| 4e                        | Alexey Lutsenko           | Kazakhstan                | Astana                     | 22 pts                    |
| 5e                        | George Bennett            | Nouvelle-Zélande          | LottoNL-Jumbo              | 20 pts                    |
| 6e                        | Michał Kwiatkowski        | Pologne                   | Team Sky                   | 18 pts                    |
| 7e                        | Sergio Henao              | Colombie                  | Team Sky                   | 18 pts                    |
| 8e                        | Rui Costa                 | Portugal                  | UAE Team Emirates          | 17 pts                    |
| 9e                        | Jhonatan Restrepo         | Colombie                  | Katusha-Alpecin            | 17 pts                    |
| 10e                       | José Herrada              | Espagne                   | Cofidis, Solutions Crédits | 15 pts                    |

| Classement de la combativité | Classement de la combativité | Classement de la combativité | Classement de la combativité | Classement de la combativité |
| Coureur                      | Coureur                      | Pays                         | Équipe                       | Points                       |
| ---------------------------- | ---------------------------- | ---------------------------- | ---------------------------- | ---------------------------- |
| 1er                          | Jenthe Biermans              | Belgique                     | Katusha-Alpecin              | 20 pts                       |
| 2e                           | Jan Tratnik                  | Slovénie                     | CCC Sprandi Polkowice        | 11 pts                       |
| 3e                           | Jan Bakelants                | Belgique                     | AG2R La Mondiale             | 7 pts                        |
| 4e                           | Michał Paluta                | Pologne                      | CCC Sprandi Polkowice        | 6 pts                        |
| 5e                           | Alessandro De Marchi         | Italie                       | BMC Racing Team              | 3 pts                        |
| 6e                           | Jhonatan Restrepo            | Colombie                     | Katusha-Alpecin              | 3 pts                        |
| 7e                           | Bert Van Lerberghe           | Belgique                     | Cofidis, Solutions Crédits   | 3 pts                        |
| 8e                           | Mikaël Cherel                | France                       | AG2R La Mondiale             | 2 pts                        |
| 9e                           | Mathias Le Turnier           | France                       | Cofidis, Solutions Crédits   | 2 pts                        |
| 10e                          | Michał Kwiatkowski           | Pologne                      | Team Sky                     | 1 pt                         |

| Classement de la combativité | Classement de la combativité | Classement de la combativité | Classement de la combativité | Classement de la combativité |
| Coureur                      | Coureur                      | Pays                         | Équipe                       | Points                       |
| ---------------------------- | ---------------------------- | ---------------------------- | ---------------------------- | ---------------------------- |
| 1er                          | Jenthe Biermans              | Belgique                     | Katusha-Alpecin              | 20 pts                       |
| 2e                           | Jan Tratnik                  | Slovénie                     | CCC Sprandi Polkowice        | 11 pts                       |
| 3e                           | Jan Bakelants                | Belgique                     | AG2R La Mondiale             | 7 pts                        |
| 4e                           | Michał Paluta                | Pologne                      | CCC Sprandi Polkowice        | 6 pts                        |
| 5e                           | Alessandro De Marchi         | Italie                       | BMC Racing Team              | 3 pts                        |
| 6e                           | Jhonatan Restrepo            | Colombie                     | Katusha-Alpecin              | 3 pts                        |
| 7e                           | Bert Van Lerberghe           | Belgique                     | Cofidis, Solutions Crédits   | 3 pts                        |
| 8e                           | Mikaël Cherel                | France                       | AG2R La Mondiale             | 2 pts                        |
| 9e                           | Mathias Le Turnier           | France                       | Cofidis, Solutions Crédits   | 2 pts                        |
| 10e                          | Michał Kwiatkowski           | Pologne                      | Team Sky                     | 1 pt                         |

| Classement par équipes | Classement par équipes     | Classement par équipes | Classement par équipes |
| Équipe                 | Équipe                     | Pays                   | Temps                  |
| ---------------------- | -------------------------- | ---------------------- | ---------------------- |
| 1re                    | AG2R La Mondiale           | France                 | 73 h 19 min 02 s       |
| 2e                     | Astana                     | Kazakhstan             | + 1 s                  |
| 3e                     | Sky                        | Royaume-Uni            | + 3 s                  |
| 4e                     | Quick-Step Floors          | Belgique               | + 4 s                  |
| 5e                     | Cofidis, Solutions Crédits | France                 | + 6 s                  |
| 6e                     | Movistar Team              | Espagne                | + 8 s                  |
| 7e                     | Bora-Hansgrohe             | Allemagne              | + 9 s                  |
| 8e                     | UAE Team Emirates          | Émirats arabes unis    | + 10 s                 |
| 9e                     | BMC Racing Team            | États-Unis             | + 10 s                 |
| 10e                    | Groupama-FDJ               | France                 | + 11 s                 |

| Classement par équipes | Classement par équipes     | Classement par équipes | Classement par équipes |
| Équipe                 | Équipe                     | Pays                   | Temps                  |
| ---------------------- | -------------------------- | ---------------------- | ---------------------- |
| 1re                    | AG2R La Mondiale           | France                 | 73 h 19 min 02 s       |
| 2e                     | Astana                     | Kazakhstan             | + 1 s                  |
| 3e                     | Sky                        | Royaume-Uni            | + 3 s                  |
| 4e                     | Quick-Step Floors          | Belgique               | + 4 s                  |
| 5e                     | Cofidis, Solutions Crédits | France                 | + 6 s                  |
| 6e                     | Movistar Team              | Espagne                | + 8 s                  |
| 7e                     | Bora-Hansgrohe             | Allemagne              | + 9 s                  |
| 8e                     | UAE Team Emirates          | Émirats arabes unis    | + 10 s                 |
| 9e                     | BMC Racing Team            | États-Unis             | + 10 s                 |
| 10e                    | Groupama-FDJ               | France                 | + 11 s                 |

### Classements UCI
Le Tour de Pologne attribue le même nombre des points pour l'UCI World Tour 2018 (uniquement pour les coureurs membres d'équipes World Tour) et le Classement mondial UCI (pour tous les coureurs).
| Position           | 1er | 2e  | 3e  | 4e  | 5e  | 6e  | 7e  | 8e  | 9e | 10e | 11e | 12e | 13e | 14e | 15e | 16e à 20e | 21e à 30e | 31e à 50e | 51e à 55e | 56e à 60e |
| Classement général | 400 | 320 | 260 | 220 | 180 | 140 | 120 | 100 | 80 | 68  | 56  | 48  | 40  | 32  | 28  | 24        | 16        | 8         | 4         | 2         |
| Par étapes         | 50  | 20  | 8   |     |     |     |     |     |    |     |     |     |     |     |     |           |           |           |           |           |
| Leader             | 8   |     |     |     |     |     |     |     |    |     |     |     |     |     |     |           |           |           |           |           |

| Rang | Coureur            | Équipe            | Général | Etape | Leader | Total |
| ---- | ------------------ | ----------------- | ------- | ----- | ------ | ----- |
| 1er  | Michał Kwiatkowski | Sky               | 400     | 108   | 24     | 532   |
| 2e   | Simon Yates        | Mitchelton-Scott  | 320     | 50    | 0      | 370   |
| 3e   | Thibaut Pinot      | Groupama-FDJ      | 260     | 20    | 0      | 280   |
| 4e   | George Bennett     | Lotto NL-Jumbo    | 220     | 8     | 0      | 228   |
| 5e   | Dylan Teuns        | BMC Racing        | 180     | 40    | 0      | 220   |
| 6e   | Georg Preidler     | Groupama-FDJ      | 140     | 50    | 0      | 190   |
| 7e   | Emanuel Buchmann   | Bora-Hansgrohe    | 120     | 20    | 0      | 140   |
| 8e   | Pascal Ackermann   | Bora-Hansgrohe    | 0       | 100   | 16     | 116   |
| 9e   | Davide Formolo     | Bora-Hansgrohe    | 100     | 8     | 0      | 108   |
| 10e  | Álvaro Hodeg       | Quick-Step Floors | 0       | 90    | 8      | 98    |

#### Classements UCI World Tour à l'issue de la course
| Rang | Coureur            | Équipe            | Points  |
| ---- | ------------------ | ----------------- | ------- |
| 1er  | Peter Sagan        | Bora-Hansgrohe    | 2684    |
| 2e   | Geraint Thomas     | Sky               | 2534.25 |
| 3e   | Julian Alaphilippe | Quick-Step Floors | 2161.12 |
| 4e   | Christopher Froome | Sky               | 1978.68 |
| 5e   | Tom Dumoulin       | Sunweb            | 1975.62 |
| 6e   | Primož Roglič      | Lotto NL-Jumbo    | 1921    |
| 7e   | Simon Yates        | Mitchelton-Scott  | 1842    |
| 8e   | Alejandro Valverde | Movistar          | 1807    |
| 9e   | Elia Viviani       | Quick-Step Floors | 1647    |
| 10e  | Greg Van Avermaet  | BMC Racing        | 1557.14 |

| Rang | Équipe            | Points   |
| ---- | ----------------- | -------- |
| 1er  | Quick-Step Floors | 10375.97 |
| 2e   | Sky               | 9126     |
| 3e   | Bora-Hansgrohe    | 7299     |
| 4e   | Mitchelton-Scott  | 6765.03  |
| 5e   | BMC Racing        | 6652.97  |
| 6e   | Movistar          | 6010     |
| 7e   | Astana            | 5540     |
| 8e   | Lotto NL-Jumbo    | 5533     |
| 9e   | Bahrain-Merida    | 5316     |
| 10e  | Sunweb            | 5095.95  |

## Évolution des classements
| Étape              | Vainqueur          | Classement général | Classement par points | Classement de la montagne | Classement des sprints | Classement du meilleur polonais | Classement par équipes |
| ------------------ | ------------------ | ------------------ | --------------------- | ------------------------- | ---------------------- | ------------------------------- | ---------------------- |
| 1                  | Pascal Ackermann   | Pascal Ackermann   | Pascal Ackermann      | Michał Paluta             | Alessandro De Marchi   | Michał Paluta                   | Trek-Segafredo         |
| 2                  | Pascal Ackermann   | Pascal Ackermann   | Pascal Ackermann      | Michał Paluta             | Jenthe Biermans        | Michał Paluta                   | Trek-Segafredo         |
| 3                  | Álvaro Hodeg       | Álvaro Hodeg       | Álvaro Hodeg          | Michał Paluta             | Jenthe Biermans        | Michał Paluta                   | Trek-Segafredo         |
| 4                  | Michał Kwiatkowski | Michał Kwiatkowski | Álvaro Hodeg          | Jan Tratnik               | Jenthe Biermans        | Michał Kwiatkowski              | BMC Racing             |
| 5                  | Michał Kwiatkowski | Michał Kwiatkowski | Pascal Ackermann      | Jan Tratnik               | Jenthe Biermans        | Michał Kwiatkowski              | BMC Racing             |
| 6                  | Georg Preidler     | Michał Kwiatkowski | Pascal Ackermann      | Łukasz Owsian             | Jenthe Biermans        | Michał Kwiatkowski              | Astana                 |
| 7                  | Simon Yates        | Michał Kwiatkowski | Michał Kwiatkowski    | Patrick Konrad            | Jenthe Biermans        | Michał Kwiatkowski              | AG2R La Mondiale       |
| Classements finals | Classements finals | Michał Kwiatkowski | Michał Kwiatkowski    | Patrick Konrad            | Jenthe Biermans        | Michał Kwiatkowski              | AG2R La Mondiale       |

## Liste des participants
- Liste de départ complète

| Légende                             | Légende                                                                                                  | Légende                          | Légende                                                                                         |
| ----------------------------------- | --- | -------------------------------- | ----------------------------------------------------------------------------------------------- |
| Num                                 | Dossard de départ porté par le coureur sur ce Tour de Pologne                                            | Pos                              | Position finale au classement général                                                           |
| Leader du classement général        | Indique le vainqueur du classement général                                                               | Leader du classement par points  | Indique le vainqueur du classement par points                                                   |
| Leader du classement de la montagne | Indique le vainqueur du classement de la montagne                                                        | Leader du classement des sprints | Indique le vainqueur du classement des sprints                                                  |
|                                     | Indique un maillot de champion national ou mondial, suivi de sa spécialité                               | #                                | Indique la meilleure équipe                                                                     |
| NP                                  | Indique un coureur qui n'a pas pris le départ d'une étape, suivi du numéro de l'étape où il s'est retiré | AB                               | Indique un coureur qui n'a pas terminé une étape, suivi du numéro de l'étape où il s'est retiré |
| HD                                  | Indique un coureur qui a terminé une étape hors des délais, suivi du numéro de l'étape                   |                                  |                                                                                                 |

| BMC Racing BMC      | BMC Racing BMC             | BMC Racing BMC |
| ------------------- | -------------------------- | -------------- |
| Num                 | Coureur                    | Pos            |
| 1                   | Dylan Teuns (BEL)          | 5e             |
| 2                   | Alberto Bettiol (ITA)      | 45e            |
| 3                   | Alessandro De Marchi (ITA) | 48e            |
| 4                   | Rohan Dennis (AUS)         | 60e            |
| 5                   | Nicolas Roche (IRL)        | NP-4           |
| 6                   | Jürgen Roelandts (BEL)     | 81e            |
| 7                   | Danilo Wyss (SUI)          | 55e            |
| Directeur sportif : |                            |                |

| Quick-Step Floors QST | Quick-Step Floors QST   | Quick-Step Floors QST |
| --------------------- | ----------------------- | --------------------- |
| Num                   | Coureur                 | Pos                   |
| 11                    | Eros Capecchi (ITA)     | 35e                   |
| 12                    | Laurens De Plus (BEL)   | 19e                   |
| 13                    | Dries Devenyns (BEL)    | 29e                   |
| 14                    | Álvaro Hodeg (COL)      | AB-7                  |
| 15                    | Davide Martinelli (ITA) | 101e                  |
| 16                    | Michael Mørkøv (DEN)    | AB-7                  |
| 17                    | Fabio Sabatini (ITA)    | AB-7                  |
| Directeur sportif :   |                         |                       |

| Mitchelton-Scott MTS | Mitchelton-Scott MTS      | Mitchelton-Scott MTS |
| -------------------- | ------------------------- | -------------------- |
| Num                  | Coureur                   | Pos                  |
| 21                   | Michael Albasini (SUI)    | NP-7                 |
| 22                   | Alexander Edmondson (AUS) | AB-7                 |
| 23                   | Roman Kreuziger (CZE)     | 67e                  |
| 24                   | Luka Mezgec (SLO)         | AB-7                 |
| 25                   | Matteo Trentin (ITA)      | AB-7                 |
| 26                   | Carlos Verona (ESP)       | 65e                  |
| 27                   | Simon Yates (GBR)         | 2e                   |
| Directeur sportif :  |                           |                      |

| Bora-Hansgrohe BOH  | Bora-Hansgrohe BOH        | Bora-Hansgrohe BOH |
| ------------------- | ------------------------- | ------------------ |
| Num                 | Coureur                   | Pos                |
| 31                  | Pascal Ackermann (GER)    | 105e               |
| 32                  | Cesare Benedetti (ITA)    |                    |
| 33                  | Emanuel Buchmann (GER)    | 7e                 |
| 34                  | Davide Formolo (ITA)      | 8e                 |
| 35                  | Peter Kennaugh (GBR)      | AB-6               |
| 36                  | Patrick Konrad (AUT)      | 49e                |
| 37                  | Michael Schwarzmann (GER) | 102e               |
| Directeur sportif : |                           |                    |

| Sky SKY             | Sky SKY                  | Sky SKY |
| ------------------- | ------------------------ | ------- |
| Num                 | Coureur                  | Pos     |
| 41                  | Michał Gołaś (POL)       | 87e     |
| 42                  | Sergio Henao (COL)       | 21e     |
| 43                  | Michał Kwiatkowski (POL) | 1er     |
| 44                  | Salvatore Puccio (ITA)   | 62e     |
| 45                  | Pavel Sivakov (RUS)      | 38e     |
| 46                  | Ian Stannard (GBR)       | 103e    |
| 47                  | Łukasz Wiśniowski (POL)  | 107e    |
| Directeur sportif : |                          |         |

| Movistar MOV        | Movistar MOV            | Movistar MOV |
| ------------------- | ----------------------- | ------------ |
| Num                 | Coureur                 | Pos          |
| 51                  | Jorge Arcas (ESP)       | 90e          |
| 52                  | Héctor Carretero (ESP)  | 59e          |
| 53                  | Nuno Bico (POR)         | 84e          |
| 54                  | Richard Carapaz (ECU)   | 12e          |
| 55                  | Antonio Pedrero (ESP)   | 36e          |
| 56                  | Dayer Quintana (COL)    | 93e          |
| 57                  | Eduardo Sepulveda (ARG) | 52e          |
| Directeur sportif : |                         |              |

| Bahrain-Merida TBM  | Bahrain-Merida TBM      | Bahrain-Merida TBM |
| ------------------- | ----------------------- | ------------------ |
| Num                 | Coureur                 | Pos                |
| 61                  | Valerio Agnoli (ITA)    | AB-7               |
| 62                  | Grega Bole (SLO)        | AB-7               |
| 63                  | Niccolò Bonifazio (ITA) | 89e                |
| 64                  | Iván García (ESP)       | AB-7               |
| 65                  | Enrico Gasparotto (ITA) | 11e                |
| 66                  | Domen Novak (SLO)       | 43e                |
| 67                  | Mark Padun (UKR)        | 58e                |
| Directeur sportif : |                         |                    |

| Astana AST          | Astana AST               | Astana AST |
| ------------------- | ------------------------ | ---------- |
| Num                 | Coureur                  | Pos        |
| 71                  | Zhandos Bizhigitov (KAZ) | 91e        |
| 72                  | Yevgeniy Gidich (KAZ)    | 82e        |
| 73                  | Sergey Chernetskiy (RUS) | 17e        |
| 74                  | Alexey Lutsenko (KAZ)    | 20e        |
| 75                  | Andrey Zeits (KAZ)       | 47e        |
| 76                  | Artyom Zakharov (KAZ)    | 72e        |
| 77                  | Davide Villella (ITA)    | 33e        |
| Directeur sportif : |                          |            |

| AG2R La Mondiale # ALM | AG2R La Mondiale # ALM  | AG2R La Mondiale # ALM |
| ---------------------- | ----------------------- | ---------------------- |
| Num                    | Coureur                 | Pos                    |
| 81                     | Jan Bakelants (BEL)     | 22e                    |
| 82                     | Clément Chevrier (FRA)  | 50e                    |
| 83                     | Mikaël Cherel (FRA)     | 15e                    |
| 84                     | Silvan Dillier (SUI)    | 23e                    |
| 85                     | Ben Gastauer (LUX)      | AB-5                   |
| 86                     | Nans Peters (FRA)       | 56e                    |
| 87                     | Clément Venturini (FRA) | 61e                    |
| Directeur sportif :    |                         |                        |

| Sunweb SUN          | Sunweb SUN                | Sunweb SUN |
| ------------------- | ------------------------- | ---------- |
| Num                 | Coureur                   | Pos        |
| 91                  | Phil Bauhaus (GER)        | AB-4       |
| 92                  | Johannes Fröhlinger (GER) | 94e        |
| 93                  | Lennard Hofstede (NED)    | NP-3       |
| 94                  | Sam Oomen (NED)           | 9e         |
| 95                  | Michael Storer (AUS)      | AB-7       |
| 96                  | Mike Teunissen (NED)      | AB-4       |
| 97                  | Louis Vervaeke (BEL)      | 68e        |
| Directeur sportif : |                           |            |

| Lotto NL-Jumbo TLJ  | Lotto NL-Jumbo TLJ     | Lotto NL-Jumbo TLJ |
| ------------------- | ---------------------- | ------------------ |
| Num                 | Coureur                | Pos                |
| 101                 | Enrico Battaglin (ITA) | 53e                |
| 102                 | George Bennett (NZL)   | 4e                 |
| 103                 | Lars Boom (NED)        | AB-7               |
| 104                 | Gijs Van Hoecke (BEL)  | 88e                |
| 105                 | Tom Leezer (NED)       | 83e                |
| 106                 | Danny van Poppel (NED) | AB-7               |
| 107                 | Floris De Tier (BEL)   | 30e                |
| Directeur sportif : |                        |                    |

| Lotto-Soudal LTS    | Lotto-Soudal LTS      | Lotto-Soudal LTS |
| ------------------- | --------------------- | ---------------- |
| Num                 | Coureur               | Pos              |
| 111                 | Sander Armée (BEL)    | 37e              |
| 112                 | Lars Bak (DEN)        | 63e              |
| 113                 | André Greipel (GER)   | AB-7             |
| 114                 | Moreno Hofland (NED)  | AB-7             |
| 115                 | Bjorg Lambrecht (BEL) | 18e              |
| 116                 | James Shaw (GBR)      | 39e              |
| 117                 | Harm Vanhoucke (BEL)  | 64e              |
| Directeur sportif : |                       |                  |

| EF Education First-Drapac EFD | EF Education First-Drapac EFD | EF Education First-Drapac EFD |
| ----------------------------- | ----------------------------- | ----------------------------- |
| Num                           | Coureur                       | Pos                           |
| 121                           | Daniel Moreno (ESP)           | 16e                           |
| 122                           | Mitchell Docker (AUS)         | 92e                           |
| 123                           | Kim Magnusson (SWE)           | 97e                           |
| 124                           | Daniel McLay (GBR)            | AB-7                          |
| 125                           | Sacha Modolo (ITA)            | AB-7                          |
| 126                           | Julián Cardona (COL)          | AB-6                          |
| 127                           | Logan Owen (USA)              | 104e                          |
| Directeur sportif :           |                               |                               |

| Trek-Segafredo TFS  | Trek-Segafredo TFS       | Trek-Segafredo TFS |
| ------------------- | ------------------------ | ------------------ |
| Num                 | Coureur                  | Pos                |
| 131                 | Fumiyuki Beppu (JPN)     | AB-7               |
| 132                 | Gianluca Brambilla (ITA) | 13e                |
| 133                 | Fabio Felline (ITA)      | 24e                |
| 134                 | Alex Frame (GBR)         | AB-7               |
| 135                 | Boy van Poppel (NED)     | AB-7               |
| 136                 | Giacomo Nizzolo (ITA)    | AB-7               |
| 137                 | Jarlinson Pantano (COL)  | NP-3               |
| Directeur sportif : |                          |                    |

| UAE Emirates UAD    | UAE Emirates UAD         | UAE Emirates UAD |
| ------------------- | ------------------------ | ---------------- |
| Num                 | Coureur                  | Pos              |
| 141                 | Fabio Aru (ITA)          | 10e              |
| 142                 | Sven Erik Bystrøm (NOR)  | 86e              |
| 143                 | Simone Consonni (ITA)    | 99e              |
| 144                 | Valerio Conti (ITA)      | 42e              |
| 145                 | Rui Costa (POR)          | 54e              |
| 146                 | Przemysław Niemiec (POL) | 74e              |
| 147                 | Edward Ravasi (ITA)      | 41e              |
| Directeur sportif : |                          |                  |

| Groupama-FDJ GFC    | Groupama-FDJ GFC       | Groupama-FDJ GFC |
| ------------------- | ---------------------- | ---------------- |
| Num                 | Coureur                | Pos              |
| 151                 | William Bonnet (FRA)   | AB-7             |
| 152                 | Mickaël Delage (FRA)   | NP-6             |
| 153                 | Antoine Duchesne (CAN) | 78e              |
| 154                 | Thibaut Pinot (FRA)    | 3e               |
| 155                 | Georg Preidler (AUT)   | 6e               |
| 156                 | Marc Sarreau (FRA)     | 106e             |
| 157                 | Léo Vincent (FRA)      | 71e              |
| Directeur sportif : |                        |                  |

| Katusha-Alpecin TKA | Katusha-Alpecin TKA     | Katusha-Alpecin TKA |
| ------------------- | ----------------------- | ------------------- |
| Num                 | Coureur                 | Pos                 |
| 161                 | Steff Cras (BEL)        | 26e                 |
| 162                 | Maxim Belkov (RUS)      | AB-7                |
| 163                 | Jenthe Biermans (BEL)   | 100e                |
| 164                 | Reto Hollenstein (SUI)  | 46e                 |
| 165                 | Nathan Haas (AUS)       | AB-4                |
| 166                 | Jhonatan Restrepo (COL) | 70e                 |
| 167                 | Simon Špilak (SLO)      | 31e                 |
| Directeur sportif : |                         |                     |

| Dimension Data DDD  | Dimension Data DDD         | Dimension Data DDD |
| ------------------- | -------------------------- | ------------------ |
| Num                 | Coureur                    | Pos                |
| 171                 | Natnael Berhane (ERI)      | 76e                |
| 172                 | Scott Davies (GBR)         | 51e                |
| 173                 | Bernhard Eisel (AUT)       | NP-7               |
| 174                 | Edvald Boasson Hagen (NOR) | 66e                |
| 175                 | Lachlan Morton (AUS)       | AB-7               |
| 176                 | Ben O'Connor (AUS)         | 25e                |
| 177                 | Jacobus Venter (RSA)       | 96e                |
| Directeur sportif : |                            |                    |

| Cofidis COF         | Cofidis COF                | Cofidis COF |
| ------------------- | -------------------------- | ----------- |
| Num                 | Coureur                    | Pos         |
| 181                 | Nacer Bouhanni (FRA)       | NP-6        |
| 182                 | Jesús Herrada (ESP)        | 27e         |
| 183                 | Mathias Le Turnier (FRA)   | 75e         |
| 184                 | Luis Ángel Maté (ESP)      | 40e         |
| 185                 | Stéphane Rossetto (FRA)    | 34e         |
| 186                 | Daniel Teklehaimanot (ERI) | 44e         |
| 187                 | Bert Van Lerberghe (BEL)   | 108e        |
| Directeur sportif : |                            |             |

| CCC Sprandi Polkowice CCC | CCC Sprandi Polkowice CCC | CCC Sprandi Polkowice CCC |
| ------------------------- | ------------------------- | ------------------------- |
| Num                       | Coureur                   | Pos                       |
| 191                       | Michal Schlegel (CZE)     | AB-7                      |
| 192                       | Paweł Franczak (POL)      | AB-7                      |
| 193                       | Paweł Cieślik (POL)       | 14e                       |
| 194                       | Kamil Gradek (POL)        | AB-7                      |
| 195                       | Łukasz Owsian (POL)       | 57e                       |
| 196                       | Michał Paluta (POL)       | 79e                       |
| 197                       | Jan Tratnik (SLO)         | 95e                       |
| Directeur sportif :       |                           |                           |

| Gazprom-RusVelo GAZ | Gazprom-RusVelo GAZ       | Gazprom-RusVelo GAZ |
| ------------------- | ------------------------- | ------------------- |
| Num                 | Coureur                   | Pos                 |
| 201                 | Sergey Firsanov (RUS)     | AB-7                |
| 202                 | Alexander Foliforov (RUS) | AB-6                |
| 203                 | Artem Nych (RUS)          | 32e                 |
| 204                 | Alexander Porsev (RUS)    | AB-6                |
| 205                 | Ivan Rovny (RUS)          | 28e                 |
| 206                 | Evgeny Shalunov (RUS)     | 73e                 |
| 207                 | Sergey Shilov (RUS)       | AB-6                |
| Directeur sportif : |                           |                     |

| Pologne POL         | Pologne POL            | Pologne POL |
| ------------------- | ---------------------- | ----------- |
| Num                 | Coureur                | Pos         |
| 211                 | Karol Domagalski (POL) | AB-7        |
| 212                 | Jakub Kaczmarek (POL)  | 80e         |
| 213                 | Maciej Paterski (POL)  | 69e         |
| 214                 | Michał Podlaski (POL)  | 77e         |
| 215                 | Marek Rutkiewicz (POL) | AB-6        |
| 216                 | Adam Stachowiak (POL)  | AB-6        |
| 217                 | Kamil Zieliński (POL)  | 98e         |
| Directeur sportif : |                        |             |